# Весте (Доња Саксонија)
Весте (њем. Weste) град је у њемачкој савезној држави Доња Саксонија. Једно је од 29 општинских средишта округа Илцен. Према процјени из 2010. у граду је живјело 1.038 становника. Посједује регионалну шифру (AGS) 3360026.

## Географски и демографски подаци
Весте се налази у савезној држави Доња Саксонија у округу Илцен. Град се налази на надморској висини од 59 метара. Површина општине износи 25,3 km². У самом граду је, према процјени из 2010. године, живјело 1.038 становника. Просјечна густина становништва износи 41 становника/km².